# Gloucestershire
Gloucestershire (uttalas [ˈglɒstəʃə], GLOSS-ter-sher; förkortas Glos.)  är ett ceremoniellt och administrativt grevskap  i Sydvästra England. Grevskapet omfattar delar av Cotswold Hills, delar av Severn-dalen, och hela Forest of Dean. Huvudort är Gloucester, bland andra städer märks Cheltenham, Stroud, Cirencester och Tewkesbury. Grevskapsblomma är påskliljan.
Gloucestershire gränsar till Monmouthshire, Herefordshire, Worcestershire, Warwickshire, Oxfordshire, Wiltshire, Somerset (med Bath and North East Somerset) och Bristol. Floden Themsen rinner upp strax norr om byn Kemble i Gloucestershire. 

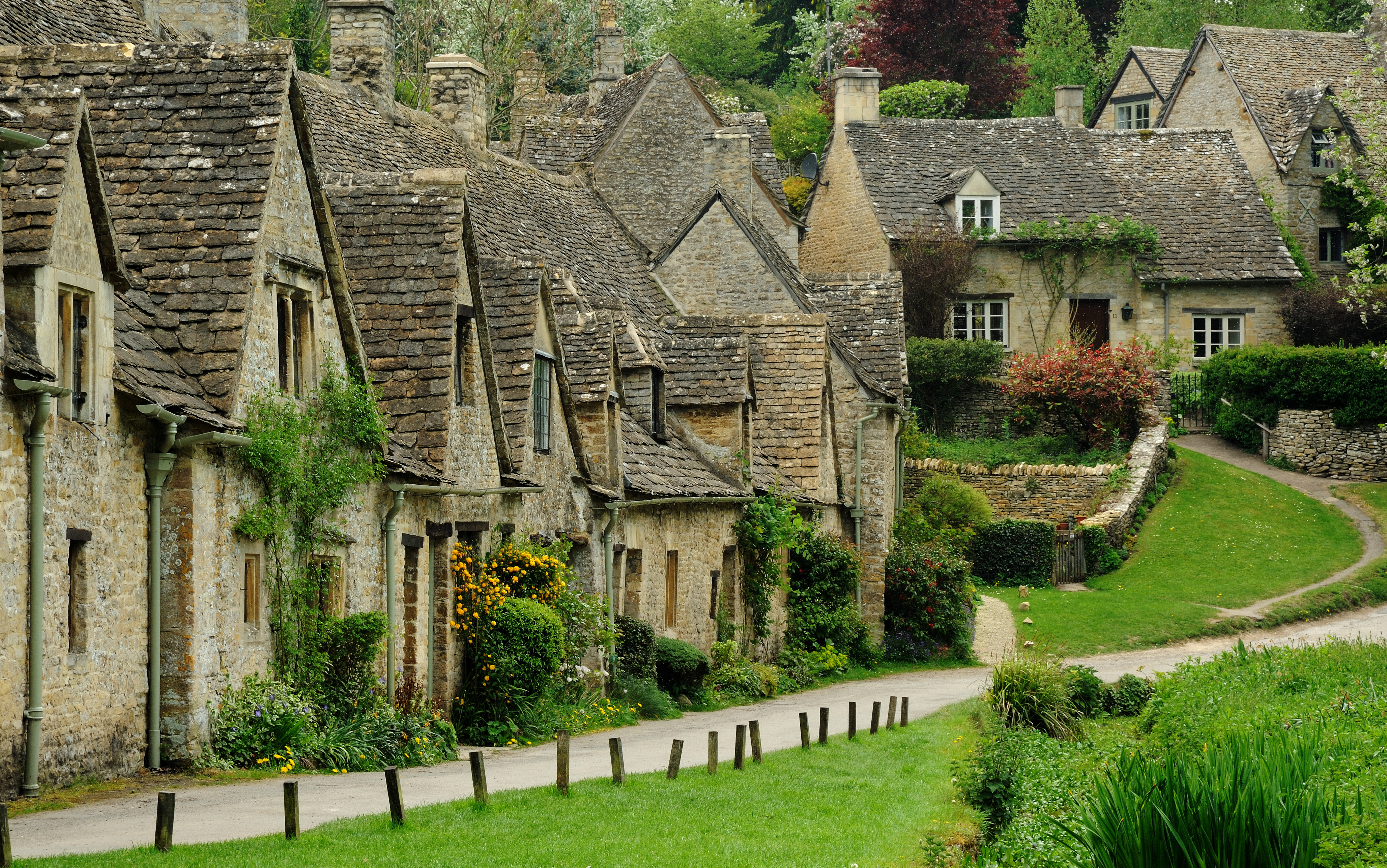
Cotswolds är ett naturskyddat område (Area of Outstanding Natural Beauty) som ligger i Gloucestershire och delar av intilliggande grevskap. Cotswolds är bland annat känt för sina många vackra byar, ofta byggda i den lokala arten av kalksten, limestone. Bilden visar byn Bibury.

## Historia
Den västsaxiska erövringen av Severn-dalen började 577 med Ceawlins seger över britannerna vid Deorham. Området var under Mercias kontroll mellan 600- och 800-talet, och återgick därefter till Wessex. Gloucestershire uppstod troligtvis under 900-talet, och nämns vid namn i den anglosaxiska krönikan från 1016. Mot slutet av 1000-talet utökades grevskapet med Winchcombeshire i nordost och det som idag är distriktet Forest of Dean i nordväst.
Under inbördeskriget under Stefan av Blois regeringstid stöddes Matildas sak av hennes halvbror, earl Robert av Gloucester, som ställde slotten i Bristol, Gloucester och Cirencester till hennes förfogande.
Under andra baronkriget hölls Gloucester av Simon de Montfort, men togs av prins Edvard år 1265, samma år som de Montfort dödades vid Evesham.
1425 blev Bristol, som dittills hade hört till Gloucestershire, ett självständigt stadsgrevskap (county corporate), och 1483 förlänades Gloucester samma värdighet. De båda städerna stödde huset York under rosornas krig, och parlamentssidan under engelska inbördeskriget.
Skogsområdena i Gloucestershire var från romartiden till 1500-talet, då gruvorna i Sussex började brytas, det viktigaste järnmalmsproduktionsområdet i England. Timmertillgången gav också upphov till många garverier och skeppsbyggnad. Bland kullarna utvecklades jordbruket och ullhandeln. Städerna ägnade sig främst åt utrikeshandel.
Sidenvävning infördes under 1600-talet, och var speciellt utbrett i Stroud-dalen. Rikedomen på lera och byggnadssten i grevskapet gav upphov till omfattande tegel- och keramikmanufakturer. Flera smärre industrier uppstod under 1600- och 1700-talen, såsom linodling, tillverkning av nålar, knappar, snören, strumpor, rep och segelduk.
När landsting infördes i England 1889 blev Bristol och Gloucester landstingsfria städer (county boroughs), men Gloucester återförenades med Gloucestershire i ceremoniella sammanhang. 1974 utvidgades Bristol med södra Gloucestershire och norra Somerset till det nya grevskapet Avon. Resten av Gloucestershire, inklusive Gloucester, samlades under ett landsting. När Avon upplöstes 1996 blev Gloucestershiredelen (fortfarande utan Bristol) en enhetskommun (unitary authority), South Gloucestershire, som återfördes till Gloucestershire för ceremoniella ändamål.

## Politik
Gloucestershire representerades första gången i Englands parlament 1290 med två ledamöter. Idag har grevskapet tio ledamöter i Storbritanniens parlament.

## Administrativ indelning
Gloucestershire är dels ett ceremoniellt grevskap (ceremonial county), dels ett administrativt grevskap som är en typ av sekundärkommun (non-metropolitan county). Det administrativa grevskapet är indelat i sex distrikt (non-metropolitan districts), som är en typ av primärkommun. Inom det ceremoniella grevskapet finns även en enhetskommun, South Gloucestershire, som verkar både som primärkommun och som sekundärkommun. 
| Nr | Distrikt / Enhetskommun | Administrativ huvudort | Administrativt grevskap | Distrikten i det ceremoniella grevskapet Gloucestershire                                   |
| -- | ----------------------- | ---------------------- | ----------------------- | ------------------------------------------------------------------------------------------ |
| 1  | Tewkesbury              | Tewkesbury             | Gloucestershire         | Rött: Administrativa grevskapet Gloucestershire Gult: Enhetskommunen South Gloucestershire |
| 2  | Forest of Dean          | Coleford               | Gloucestershire         | Rött: Administrativa grevskapet Gloucestershire Gult: Enhetskommunen South Gloucestershire |
| 3  | Gloucester              | Gloucester             | Gloucestershire         | Rött: Administrativa grevskapet Gloucestershire Gult: Enhetskommunen South Gloucestershire |
| 4  | Cheltenham              | Cheltenham             | Gloucestershire         | Rött: Administrativa grevskapet Gloucestershire Gult: Enhetskommunen South Gloucestershire |
| 5  | Stroud                  | Stroud                 | Gloucestershire         | Rött: Administrativa grevskapet Gloucestershire Gult: Enhetskommunen South Gloucestershire |
| 6  | Cotswold                | Cirencester            | Gloucestershire         | Rött: Administrativa grevskapet Gloucestershire Gult: Enhetskommunen South Gloucestershire |
| 7  | South Gloucestershire   | Yate                   | enhetskommun            | Rött: Administrativa grevskapet Gloucestershire Gult: Enhetskommunen South Gloucestershire |